# Prion colombe
Pachyptila turtur
Espèce
Statut de conservation UICN

 LC  : Préoccupation mineure
Le Prion colombe (Pachyptila turtur), aussi appelé petit prion ou prion cendré, est une espèce d'oiseaux de la famille des Procellariidae.

## Répartition
Cet oiseau vit à travers les îles sub-antarctiques (Malouines, Géorgie du Sud-et-les îles Sandwich du Sud, îles du Prince-Édouard, Crozet, Kerguelen) et des côtes de la Mer de Tasman et de Nouvelle-Zélande.